# Fanor Mondragón
Fanor Mondragón Pérez es un químico, docente e investigador colombiano, reconocido por sus proyectos de investigación sobre el impacto de los combustibles fósiles en el medio ambiente. Miembro de la Academia Colombiana de Ciencias Exactas, Físicas y Naturales, durante su trayectoria ha ganado diversos reconocimientos, como la Medalla al Mérito Universitario Francisco Antonio Zea y la Beca Fulbright de Investigación, entre otros. Es profesor emérito de la Universidad de Antioquia y embajador de la Universidad de Hokkaidō en Colombia.

## Biografía
Mondragón nació en el pueblo de Bolívar (Valle del Cauca). Estudió en Medellín y se graduó como ingeniero químico en la Universidad de Antioquia en 1974. Luego se vinculó al Departamento de Química de la Universidad de Antioquia como docente e investigador. Obtuvo una beca del Ministerio de Educación de Japón, a través de la embajada japonesa en Colombia para hacer sus estudios de posgrado en la Universidad de Hokkaidō en Sapporo. En Hokkaido realizó su maestría (1980-1981) y doctorado (1981-1984) con el profesor Koji Ouchi, donde trabajó en la estructura y reacciones químicas del carbón. Su comité doctoral incluyó al profesor Akira Suzuki, ganador del premio Nobel de Química.
Al terminar sus estudios regresó a la Universidad de Antioquia y en 1984 tomó la dirección del grupo Química de Recursos Energéticos y Medio Ambiente (QUIREMA), fundado por el profesor Gustavo Quintero en 1982. En su alma mater ha desempeñado diversos cargos como docente, coordinador del doctorado en ciencias químicas y vicerrector de investigación. Durante su tiempo como vicerrector de investigación visitó la embajada de Colombia en Corea para promover relaciones entre las universidades de ambos países. En el 2019 fue nombrado profesor emérito de la Universidad de Antioquia.
Desde el 2021 Mondragón es Académico de Número de la Academia Colombiana de Ciencias Exactas, Físicas y Naturales, donde coordina la comisión de ciencia, tecnología y sociedad innovadora. Se desempeñó como presidente de la Federación Iberoamericana de Sociedades de Catálisis (FISOCAT) entre 2016 y 2020. En noviembre de 2018, el profesor Kiyoharu Tadanaga visitó la Universidad de Antioquia para entregarle a Mondragón el certificado de su nombramiento como embajador de la Universidad de Hokkaido en Colombia. En 2020 fue elegido miembro de la junta directiva de la asociación sin ánimo de lucro Ruta N.
Ha publicado más de un centenar de artículos científicos en revistas especializadas y algunos capítulos de libros, principalmente sobre los hidrocarburos y su efecto en el medio ambiente, y sobre alternativas sostenibles a los combustibles fósiles. Ha recibido diversos reconocimientos a lo largo de su trayectoria académica. Mondragón colaboró con el senador Iván Darío Agudelo en la creación y preparación de un proyecto de ley para la creación del Ministerio de Ciencia y Tecnología en Colombia.

## Publicaciones seleccionadas
- Alejandro Molina, Fanor Mondragon. 1998. Reactivity of coal gasification with steam and CO2. Fuel; 77(15): 1831-1839. doi: 10.1016/S0016-2361(98)00123-9
- Germán Sierra Gallego, Fanor Mondragón, Joel Barrault, Jean-Michel Tatibouët, Catherine Batiot-Dupeyrat. 2006. CO2 reforming of CH4 over La–Ni based perovskite precursors. Applied Catalysis A: General;  311:164-171. doi: 10.1016/j.apcata.2006.06.024

- Carlos Enrique Daza, Jaime Gallego, Fanor Mondragón, Sonia Moreno, Rafael Molina. 2010. High stability of Ce-promoted Ni/Mg–Al catalysts derived from hydrotalcites in dry reforming of methane. Fuel; 89(3): 592-603. doi: 10.1016/j.fuel.2009.10.010
- German Sierra Gallego, Catherine Batiot-Dupeyrat, Joel Barrault, Elizabeth Florez, Fanor Mondragon. 2008. Applied Catalysis A: General; 334(1–2): 251-258. doi: 10.1016/j.apcata.2007.10.010
- Fanor Mondragon, Fabio Rincon, Ligia Sierra, Jaime Escobar, Jose Ramirez, John Fernandez. 1990. New perspectives for coal ash utilization: synthesis of zeolitic materials. Fuel; 69(2): 263-266. doi: 10.1016/0016-2361(90)90187-U.

## Premios y reconocimientos
- Premio a la Investigación de la Universidad de Antioquia (1999)[18]
- Beca de Investigación de la Comisión Fulbright de Estados Unidos
- Medalla al Mérito Francisco Antonio Zea
- Beca del Ministerio de Educación de Japón para estudios de posgrado
- Premio Scopus (2013)
- Investigador Emérito del Ministerio de Ciencia, Tecnología e Innovación

Fuente: